# Steinkreise von Kerr Batch

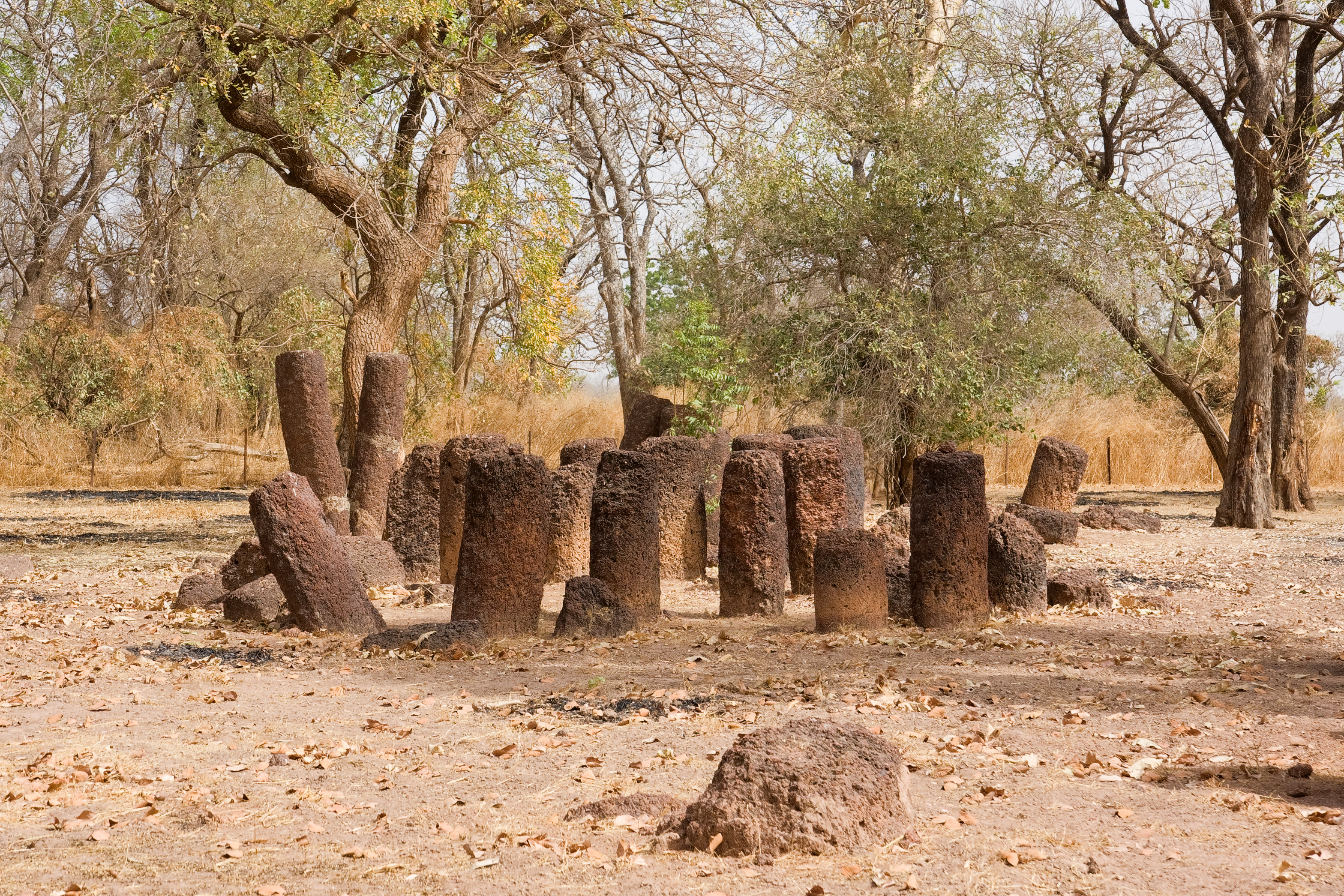
Steinkreise in Kerr Batch; links hinten der V-förmige Stein

Die Steinkreise von Kerr Batch sind eine Gruppe von Senegambischen Steinkreisen. 2006 wurden sie als Bestandteil der Welterbestätte Steinkreise von Senegambia in das Weltkulturerbe aufgenommen.

## Beschreibung
Auf einem eingezäunten Gelände bei Kerr Batch befindet sich neben einem Doppelsteinkreis der bemerkenswerteste Megalith von ganz Gambia. Der Stein einer V-förmigen Figur ist aus einem einzigen Block gehauen. Für Gambia ist es der einzige, in Senegal stehen noch mehrere mit dieser Form.
In Kerr Batch wurde mit Hilfe der UNESCO das Museum Kerr Batch Stone Circles Museum eingerichtet.

## Geschichte
2006 wurde die Stätte in der Liste des Weltkulturerbe aufgenommen.
Im Februar 2020 besuchte Hamat N. K. Bah, Minister für Tourismus und Kultur die Stätte. Er gab bekannt, dass eine Sanierung der Stätte und dem verbundenen Kerr Batch Stone Circles Museum bald begonnen wird.